# Línea Calkiní-Izamal
La línea Calkiní-Izamal es el tramo 3 del Tren Maya de 159 km de largo y de ancho internacional que unirá las estaciones de Izamal y Calkiní. Es propiedad de la empresa pública, Olmeca-Maya-Mexica. El tren presta tres tipos de servicios: tren de pasajeros, tren turístico y tren de carga.

### Estaciones
En junio de 2022, el secretario de Gobernación, Adán Augusto López, anunció una extensión planificada a Progreso y Umán.
Las estaciones de la línea ferroviaria son las siguientes:
| Estación    | Inauguración            | Municipio | Tipo de estación | Conexiones                                                                                                   |  |
| Calkini     | 15 de diciembre de 2023 | Calkiní   | Paradero         | |  |
| Maxcanú     | 15 de diciembre de 2023 | Maxcanú   | Paradero         | |  |
| Umán        | 15 de diciembre de 2023 | Umán      | Estación         | Planificada a Progreso                                                                                       |  |
| Teya Mérida | 15 de diciembre de 2023 | Kanasín   | Estación         | Otros servicios - Aeropuerto Internacional de Mérida - Ie-Tram Yucatán: 2 - Cocheras y Base de mantenimiento |  |
| Tixkokob    | 15 de diciembre de 2023 | Tixkokob  | Paradero         | |  |
| Izamal      | 15 de diciembre de 2023 | Izamal    | Estación         | |  |